# شوح فايتشي
شوح فايتشي (الاسم العلمي:Abies veitchii) هو نوع من النباتات يتبع جنس الشوح من الفصيلة الصنوبرية.